# 아파라트

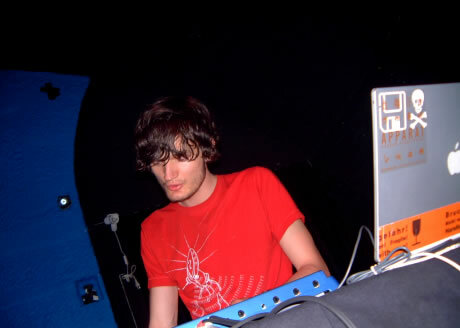

아파라트(Apparat, 본명: Sascha Ring)은 독일의 전자음악 DJ, 작곡가, 프로듀서이다.

## 삶
1990년대에 베를린에서 DJ 및 프로듀서로 일하기 시작했다.
2001년 첫 음반 Multifunktionsebene를 냈다. 2002년 BPitch Control 레이블에서 모드셀렉터와 함께 Moderat라는 이름으로 Auf Kosten Der Gesundheit를 냈다.